# Кубок Албанії з футболу 2025—2026
Кубок Албанії з футболу 2025–2026 — 74-й розіграш кубкового футбольного турніру в Албанії. Титул захищає Динамо (Тирана).

## Календар
| Раунд            | Дата | Матчі | Клуби   |
| ---------------- | ---- | ----- | ------- |
| Попередній раунд |      |       | → 40    |
| Перший раунд     |      | 16    | 40 → 24 |
| Другий раунд     |      | 8     | 24 → 16 |
| 1/8 фіналу       |      | 16    | 16 → 8  |
| 1/4 фіналу       |      | 8     | 8 → 4   |
| 1/2 фіналу       |      | 4     | 4 → 2   |
| Фінал            |      | 1     | 2 → 1   |